# Pseudochariesthes plena
Pseudochariesthes plena là một loài bọ cánh cứng trong họ Cerambycidae.